# 越狱 (电视剧)
《越狱》是一部2005年由美國福斯電視網开播的惊悚懸疑類情節影集。
該劇第1季於2005年8月29日在全美首播，第4季于2009年5月15日播放完毕。福斯另製作2小時特別篇《越狱特别篇：最后一越》，收錄于第4季DVD，特別篇并没有在美國播出，不過英国天空广播第1频道于2009年5月26日播出该特别篇。福斯電視網於2016年1月製作約9集的第5季續集並已於2017年4月播出。

## 演員和角色

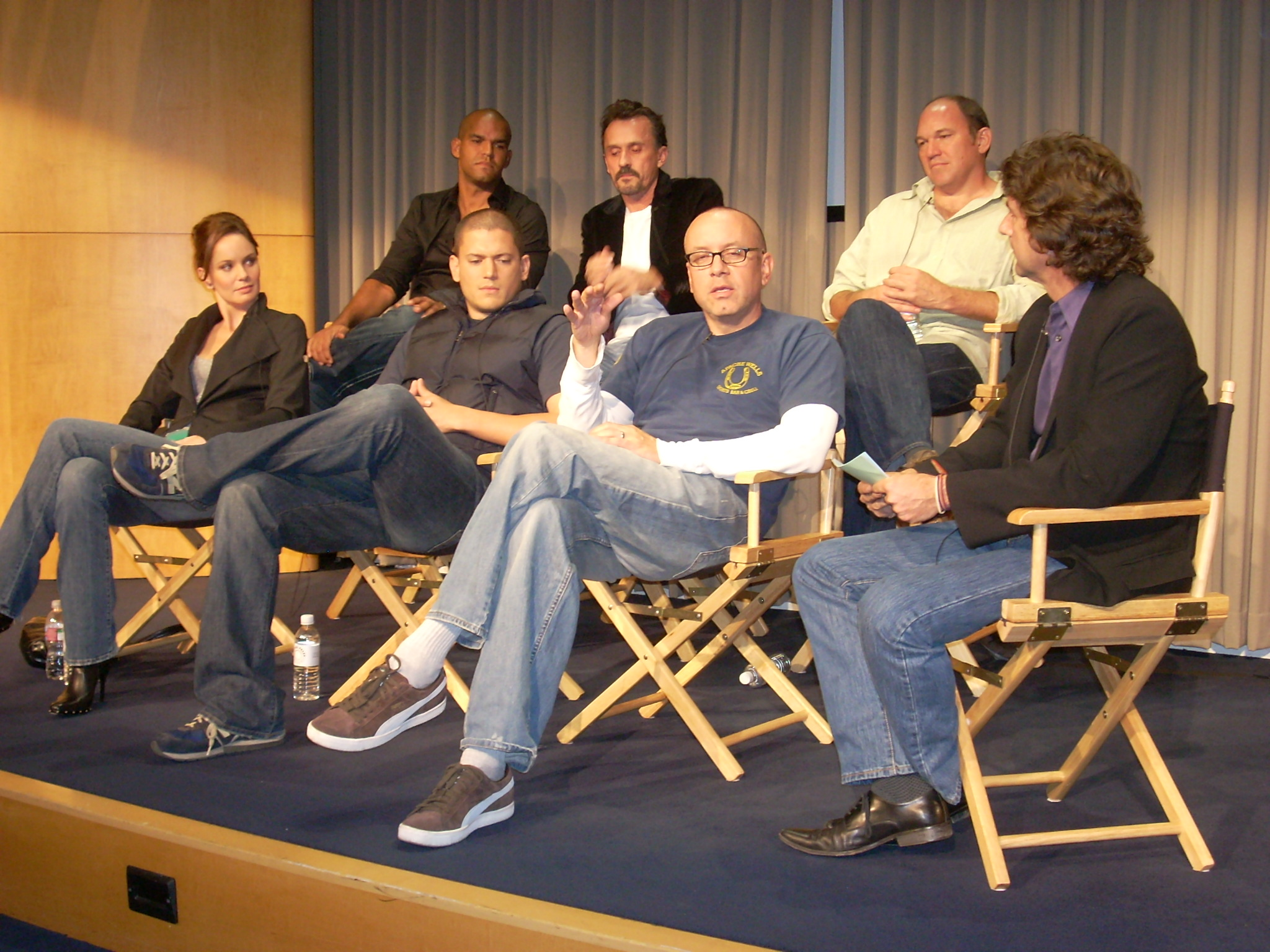
演员阿莫瑞·諾拉斯克、罗伯特·克耐普、韦德·威廉姆斯、莎拉·維恩·考麗絲、温特沃斯·米勒与执行制片人马特·奥姆斯特德

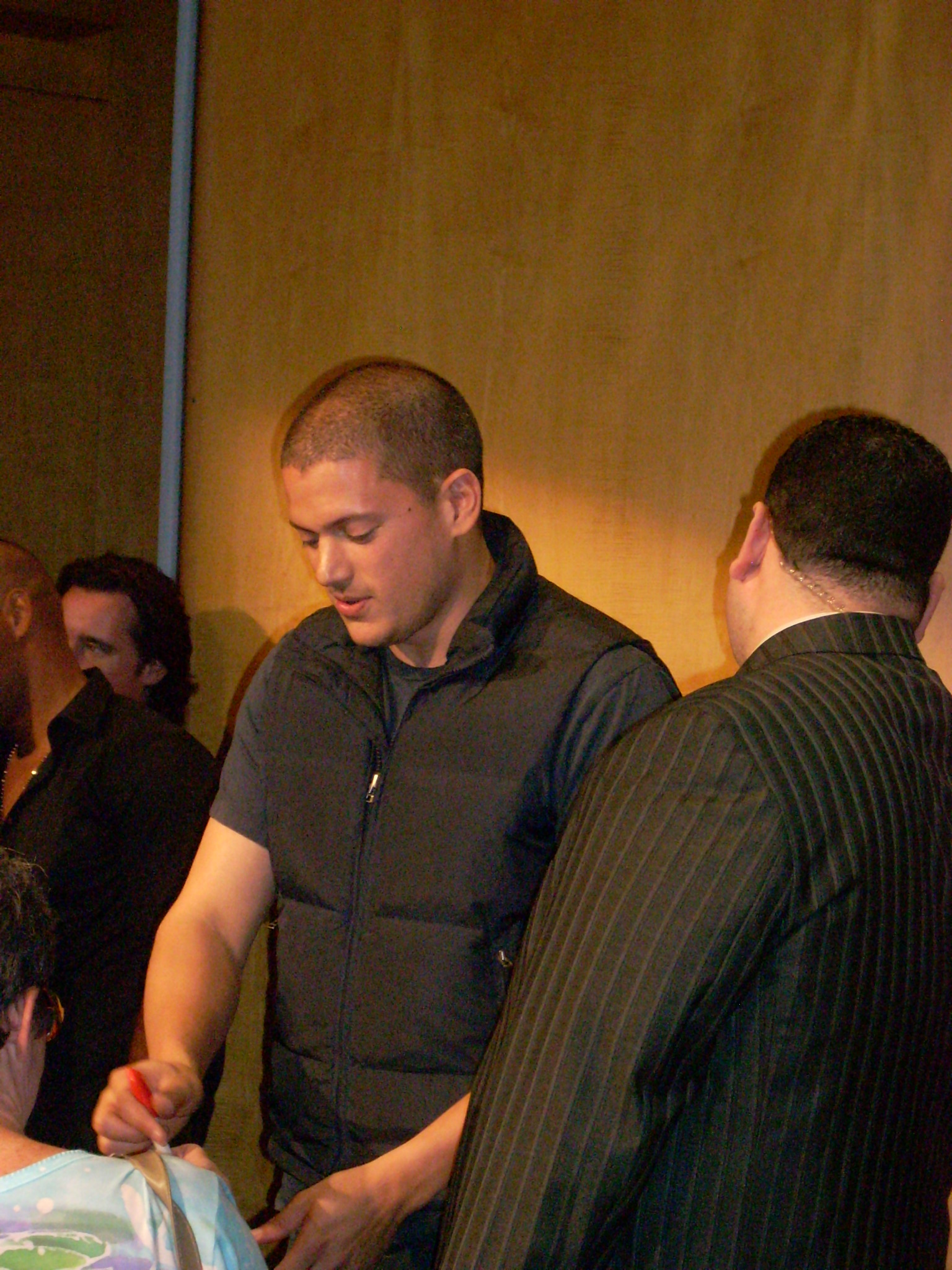
温特沃斯·米勒在加利福尼亚州比佛利山签署签名

### 主演名单及各季戏份
| 演員              | 角色                                                 | 粵語配音 TVB                                                | 季度 | 季度 | 季度 | 季度 | 季度 | 演出 集數 |
| 演員              | 角色                                                 | 粵語配音 TVB                                                | 1    | 2    | 3    | 4    | 5    | 演出 集數 |
| ----------------- | ---------------------------------------------------- | ----------------------------------------------------------- | ---- | ---- | ---- | ---- | ---- | --------- |
| 多米尼克·珀塞爾   | 林肯·伯勞斯 （Lincoln Burrows）                      | 劉昭文 陳欣(代配)                                           | 主演 | 主演 | 主演 | 主演 | 主演 | 81        |
| 溫特沃思·米勒     | 麥可·史考菲 （Michael Scofield）                     | 蘇強文                                                      | 主演 | 主演 | 主演 | 主演 | 主演 | 81        |
| 羅賓·東尼         | 唐慧嘉 （Veronica Donovan）                          | 林雅婷                                                      | 主演 | 常規 |      |      |      | 23        |
| 彼得·斯特曼       | 艾約翰 （John Abruzzi）                              | 張炳強                                                      | 主演 | 常規 |      |      |      | 22        |
| 阿莫瑞·諾拉斯克   | 弗南多·蘇克雷 （Fernando Sucre）                     | 陳卓智(S.1-3,5) 葉振聲(S.4)                                 | 主演 | 主演 | 主演 | 主演 | 主演 | 71        |
| 馬歇爾·奧爾曼     | 小林肯·伯勞斯 （Lincoln "L. J." Burrows Jr.）        | 黃榮璋                                                      | 主演 | 主演 | 常規 | 常規 |      | 26        |
| 韋德·威廉姆斯     | 布拉德·貝里克 （Brad Bellick）                       | 潘文柏 陳永信(代配)                                         | 主演 | 主演 | 主演 | 主演 |      | 63        |
| 保羅·阿德爾施泰因 | 保羅·凱勒曼 （Paul Kellerman）                       | 鄧榮銾(S.1.1-1.9) 雷霆(S.1.10-2,5) 張錦江(S.4) 朱子聰(代配) | 主演 | 主演 |      | 常規 | 主演 | 40        |
| 羅伯特·克耐普     | 「」瑟多·巴格韋爾 （Theodore "T-Bag" Bagwell）       | 馮錦堂 李錦綸(代配)                                         | 主演 | 主演 | 主演 | 主演 | 主演 | 75        |
| 洛克蒙·鄧巴       | 本傑明·弗蘭克林 （Benjamin Miles "C-Note" Franklin） | 李錦綸                                                      | 主演 | 主演 |      | 常規 | 主演 | 33        |
| 莎拉·維恩·考麗絲  | 薩拉·唐克里迪 （Sara Tancredi）                      | 鄭麗麗 梁少霞(代配)                                         | 主演 | 主演 |      | 主演 | 主演 | 69        |
| 威廉·菲德內爾     | 亞歷山大·麥宏 （Alexander Mahone）                   | 梁志達 陳欣(代配) 翟耀輝(代配)                              |      | 主演 | 主演 | 主演 |      | 59        |
| 克里斯·萬斯       | 詹姆斯·惠斯勒 （James Whistler）                     | 張炳強                                                      |      |      | 主演 | 主演 |      | 14        |
| 罗伯特·维斯多姆   | “送奶工”諾曼·聖約翰 （Norman "Lechero" St. John）          | 盧國權                                                      |      |      | 主演 |      |      | 13        |
| 丹妮·加西亞       | 蘇菲亞·盧果 （Sofia Lugo）                           | 伍秀霞                                                      |      |      | 主演 | 主演 |      | 15        |
| 裘蒂·琳·歐奇夫    | 格雷琴·摩根/蘇珊·安東尼 （Gretchen Morgan/ Susan Anthony）   | 陸惠玲                                                      |      |      | 主演 | 主演 |      | 30        |
| 邁克·拉帕波特     | 唐納德·塞爾夫 （Donald Self）                        | 雷霆                                                        |      |      |      | 主演 |      | 22        |
| 馬克·弗瑞施泰因   | 雅各布·安東·尼斯 （Jacob Anton Ness）                | 陳廷軒                                                      |      |      |      |      | 主演 |           |
| 茵芭尔·拉维       | 示巴 （Sheba）                                       | 劉惠雲                                                      |      |      |      |      | 主演 |           |
| 奧古斯塔·普魯     | “鞭子”大卫·马丁 （David "Whip" Martin）              | 張方正                                                      |      |      |      |      | 主演 |           |

### 主要人物介紹
- 林肯·伯勞斯：男主角麥可·史考菲的哥哥，因為父親的秘密身份被當時的美國副總統陷害殺人而入獄，由於前科纍纍，成為了伊利諾斯州歷史上第13個死刑犯。林肯個性衝動，但有時又不失冷靜，對待自己的弟弟，兒子和父親充滿複雜的感情，是本片親情表現手段的一個焦點角色。
- 麥可·史考菲：男主角林肯·伯勞斯的弟弟，在名校取得結構工程學碩士學位，而學費大多來自于哥哥在外面的借貸，但哥哥却騙他說那筆錢是來自于已過世的母親的保險金。為人冷靜，聰明，擁有極高的智商和邏輯頭腦，善良，有一種後天被培養樂於助人的一顆心。為了幫助哥哥擺脫冤獄，幾乎犧牲了自己的一切，而故意搶劫銀行入獄，開始了越獄的艱苦歷程。
- 弗南多·蘇克雷：男主角麥可·史考菲在監獄的室友，為人善良，是麥可的得力助手。因為要給深愛的女友買戒指求婚而搶劫超級市場，被自己的堂哥報警被抓判刑五年，而越獄時他只剩16個月即將刑滿。因為堂哥將要與其女友結婚，而其女友又懷了他的孩子，而選擇與麥可共同越獄。
- 瑟多·巴格韋爾（T-bag）：福克斯監獄里叱咤风云的白人領袖，多次煽动監獄暴亂、殺害獄警，在混亂巧合中參與到麥可·史考菲的越獄行動。T-bag是爸爸強姦他的弱智姐姐的結果，從小受盡家庭虐待、性侵等，使他有極端暴力的傾向，殺人、強姦無所不幹，又因為愛上蘇珊而體會到愛，但被蘇珊恐懼背叛送進監獄，最終T-bag窮凶極惡，無惡不作。他教育水準低，但是情商極高，诡计多端，多次使麥可被動，但也多次被其壓制。

### 第一季
主角麥可的哥哥林肯被诬告行刺副总统之弟而入狱，数月后将被执行死刑。拥有过人知识和智商的麥可策划了一个绝密的营救计划，并决定亲自冒险，以弥补曾经误解对自己有莫大付出的哥哥的愧疚。麥可将得到的监狱设计图伪装化并纹在了自己身上，然后故意犯罪被捕，并申请进入哥哥所在的狐狸河（Fox River）监狱服刑。另一方面，林肯的前女友維羅妮卡（Veronica Donovan）也一直在为其伸冤而奔波取证，但同林肯的儿子布少恒（Lincoln "L.J." Burrows Jr.）一起遭到幕后黑手追杀。麥可在狱中说服了哥哥支持自己的越狱计划。麥可有意利用自身条件接近典狱长和女狱医莎拉（Sara Tancredi），获得了他们的信任。麥可以提供黑帮叛徒下落为条件，拉拢狱中黑帮人物約翰（John Abruzzi）加入自己的计划，也一度受到威胁。中途又因计划被少数人意外识破，麥可和約翰被迫答应与弗南多·蘇克雷（Fernando Sucre）、瑟多·巴格韋爾（Theodore "T-Bag" Bagwell）、本傑明·弗蘭克林（Benjamin Miles "C-Note" Franklin）等几个犯人合作出逃。仗势欺人的狱警布拉德·貝里克（Brad Bellick）也经常找茬刁难麥可。在季末，对麥可有好感的莎拉醫生意外发现了麥可的秘密，但还是心软放过了麥可。麥可的8人幫克服重重困难及彼此間的猜忌，最终逃出了福斯河州立監獄（Fox River State Penitentiary)，亡命天涯。

### 第二季
麥可和哥哥林肯等8人越獄後各奔东西，并面臨警方追捕。其中几人根据先前得知的线索，寻找D·B·库珀留下的巨款。布拉德·贝里克被监狱撤职，也走上寻宝和赏金猎人的道路，继续与他们作对。沒多久，又有杰出的聯邦探員亞歷山大·麥宏奉命组成专案组追捕他们。一方面，林肯被誣陷入獄的陰謀逐渐浮出水面，原来其父亲和幕后黑手有过瓜葛，并且黑手来自政府高层。另一方面，亞歷山大·麥宏很快就搞定了其中几个逃犯，并破解了麥可的行踪线索，多次与麥可斗智斗勇。季末，麥可、亞歷山大·麥宏、布拉德·贝里克和瑟多·巴格韋爾都阴差阳错被巴拿马警方关进监狱。巨款则落入水中，再也无人问津。

### 第三季
此季主題是「救贖」。大部分主角都來到了巴拿馬。林肯已洗脱冤罪，而麥可因謀殺罪的指控被關進了索拿聯邦監獄（Sona Federal Prison）。这次轮到监狱外的林肯拯救入狱的麥可。身处狱外的苏克雷则因受胁迫而必须搭救布拉德·贝里克。麥可、亞歷山大·麥宏、布拉德·贝里克和瑟多·巴格韦尔4人暂时摒弃前嫌，一起谋划越狱。他们所在的索拿监狱因暴动频繁，已改为由犯人自治，警方只把守监狱外围。监狱的2位黑人老大先后对他们的行动制造了麻烦。先前陷害林肯的黑手势力“公司”这次逼迫麥可去协助一位怀有机密的人物维斯勒（James Whistler）越獄，并许以重金。

### 第四季
麥可和林肯继续复仇之路，瑟多·巴格韦尔、布拉德·贝里克和苏克雷则趁一场监狱大火成功逃出。维斯勒说出“公司”的天价秘密存于所谓“Scylla卡”中后，就遭到暗杀。國土安全部探员当·赛尔夫（Don Self）设法联系上主角们，强迫他们协助政府追缴恶势力“公司”掌握的机密“Scylla卡”。被认为已死的莎拉重新登场。当·赛尔夫联手主角麥可和另外几人再一次试图揭露“公司”的内幕。他们这次不是试图亡命天涯，而是试图反擊。公司也派出职业杀手Wyatt追殺主角们。经过一番波折，亞歷山大·麥宏报了杀子之仇，麥可集齐了全部卡片内容，当·赛尔夫却另有所图。麥可的母亲也作为反派突然登场，一时间出现几方势力争夺“Scylla卡”的局面。麥可还因脑瘤发作而倒下，被“公司”捉住并安排了手术。在最后，坏人遭到报应，“公司”的领导人被绳之以法，“Scylla卡”因有能源开发价值而上交联合国。莎拉、林肯、苏克雷和当·赛尔夫在麥可的坟墓前为其祝福。

### 特別篇
2009年播出的特別篇《越狱特别篇：最后一越》是以2小時電視電影模式，講述眾主角在結局獲特赦後，莎拉卻因殺死麥可母親而被當局拘捕，麥可設法助莎拉越獄的故事。2009年5月24日，该作於以色列Yes Stars電視台首度播出。2009年7月14日，该片在香港首播。

### 第五季
由瑟多·巴格韋爾提供的一條消息，林肯和莎拉發現麥可實際上還活著，而且被ISIL關在了葉門的叫做奧傑吉亞的監獄中。他們開始計劃著不僅要幫麥可越獄，並一起將幕後操控一切的波塞冬繩之以法。

## 幕後製作

### 构想
《越獄風雲》最初的構想在2003年就被送到福斯電視網，但福斯公司擔心這樣的題材可能無法延續成一整部影集，因此拒絕了這個提案。過了不久，這個題材被考慮製作成一個僅有10集的迷你影集，電影界的知名人物如和都表示了參與的興趣，不過這個迷你影集從來沒有實現。後來隨著系列化的電視影集大受歡迎，例如、和，福斯電視網改變心意並且在2004年開始重新製作《越獄風雲》。

### 拍攝地點
《越獄風雲》第一季主要拍攝於美國伊利諾州的喬立伊特監獄，之前13個監獄拒絕出借場地給福克斯公司。監獄以外的場景大多在芝加哥、烏茲塔克和喬立伊特周邊地區拍攝。其他的拍攝地點包括了芝加哥奧黑爾國際機場，和加拿大多倫多。
第二季於2006年1月15日在德州的達拉斯開始拍攝。

## 播出與發行
《越獄風雲》在全世界許多國家播出，其中也包含了非英語系的國家。加拿大和美國的播出進度同步。在英國，前兩季是在Five播出，但Sky1於2006年6月5日宣佈已買下第三季的獨家播映版權，而Five則宣稱本劇播出的收視率和版權費用相比「沒有那樣的價值」。愛爾蘭的RTÉ Two頻道於2007年9月20日開始播出第三季，使得愛爾蘭成為美加地區之外最早播出第三季的國家。居住在英國境內的北愛爾蘭區域的觀眾可以在RTÉ Two看到比其他英國觀眾提早兩週播放的第三季，這是由於住在北愛爾蘭的民眾可以直接收看到愛爾蘭的頻道。此外，本劇在德國、羅馬尼亞、中東、保加利亚等地都有播出。
中文地區，在香港本劇於2006年9月5日起逢星期二晚上10時35分在香港無綫電視明珠台首播第一季。第二季已於2007年3月6日開始播出。台湾於2007年5月17日於東森綜合台首播第一季，第二季則接著於同年的6月19日播出。東森綜合台原本有意分別播放「中文配音」與「英語原音」兩種版本，後經觀眾票選決定一律以英語原音播出。中国大陆則於2007年6月由星空衛視買下播映權，於晚間10點播出。凤凰卫视则在2009年7月播出《越狱》前3季，为中文配音版本。
该剧第二季播放了一半后，曾因要插播美式橄榄球比赛，而剩下的一半推迟2个月播出。此事招致当时正在追剧的大批中国网民的不满，还有人向官方写信请愿。本剧第三季拍摄期间遭遇2007年－2008年美国编剧协会大罢工。第8集播出後提前进入冬眠期，但1月14日提前复播，於2008年2月18日播完全季度。

## 衍生作品与周边产品

### 影音游戏
2010年，Deep Silver发布了由ZootFly开发的《越狱：阴谋》（Prison Break: The Conspiracy），但反响较差。据中文媒体报道，2018年游戏《出生天》也是基于《越狱》的改编作品，由Hazelight开发，并由美商艺电发售。

## 收視率
| 季度 | 年度      | 播放時間            | 排名 | 觀眾(百萬) |
| ---- | --------- | ------------------- | ---- | ---------- |
| 1    | 2005–2006 | 周日晚9点           | #55  | 9.2        |
| 2    | 2006–2007 | 周日晚8点           | #51  | 9.3        |
| 3    | 2007–2008 | 周日晚8点           | #73  | 8.2        |
| 4    | 2008–2009 | 周日晚9点 周五晚8点 | #86  | 5.3        |
| 5    | 2017–2017 | 周二晚9點           | #115 | 4.0        |

## 评价与影响
本剧于2005年8月29日首播时曾达到约10.5百万人次的收视。Fox台自从数年前的《飞越情海》和《艾莉的異想世界》以来未曾有过如此佳绩。该剧在18-49岁与18-34岁的年龄段收视调查中均位居排行首位。伴随着首播的高收视率而来的，还有众多的好评。《纽约时报》评论《越狱》是“比绝大多数新剧集更加吸引人，并且也是最具原创性的作品之一”，赞其创造了一种“悬疑惊悚剧”，并且欣赏它“写实化的观感”（"authentic look"）。《娱乐周刊》的吉联·福莱恩（Gillian Flynn）赞它为2005年度最佳新剧之一。另一方面，《华盛顿邮报》批评该剧具有“阴郁压抑的狂妄主义”（"somber pretentiousness"）和“不一致地过誉”（"uniformly overwrought"）表现。因大获好评，Fox决定将《越狱》第1季延长9集，使其成为2005-2006年度首部达到22集长度的剧集。本剧第1季获得约9.2百万人次的周平均收视率。
《越狱》第一季在中国大陆获得了观看热潮，而且产生了在中国比在美国更受欢迎的现象。截止2017年初，由搜狐购买的前4季正版视频的在线观看次数也超过9亿次。

## 獎項

### 獲得獎項
- 2006年全美民選獎
  - 最受歡迎新進電視影集獎

### 提名
- 2006年金球獎
  - 最佳劇情類電視影集
  - 最佳劇情類電視影集男主角－文特沃斯·米勒
- 2006年艾迪獎
  - 最佳商業電視台一小時影集剪輯獎（第1集，入獄（Pilot），馬克·哈夫瑞契）
- 2006年土星獎
  - 最佳電視網影集
  - 最佳電視男主角－文特沃斯·米勒
- 2006年電視影評人獎
  - 最佳新進電視影集

## 外部連結
- 官方网站
- 互联网电影数据库（IMDb）上《越狱》的资料（英文）
- 烂番茄上《越狱》的資料（英文）

- 豆瓣电影上《越狱》的資料 （简体中文）
- 时光网上《越狱》的資料（简体中文）
- 时光网上《〈越狱〉重启版》的資料（简体中文）
- Fandom上的更多相关：越狱维基 （英文）
- . （原始内容存档于2015-07-12） （中文（中国大陆））.
- （英语）.
- . 搜狐视频.   [2018-01-29]. （原始内容存档于2018-01-29） （中文（中国大陆））.

## 節目變遷
| 香港無綫電視明珠台 星期二 22:35-23:30          | 香港無綫電視明珠台 星期二 22:35-23:30    | 香港無綫電視明珠台 星期二 22:35-23:30                            |
| ---------------------------------------------- | ---------------------------------------- | ---------------------------------------------------------------- |
|                                                | 逃（第一季） （2006.09.05 - 2007.01.21） |                                                                  |
| 24（第五季） （2006.03.21 - 2006.08.29）       | 待查                                     |                                                                  |
| 待查                                           | 逃（第二季） （2007.03.06 - 2007.07.31） | Heroes（第一季） （2007.08.07 - 2008.01.08）                     |
| 待查                                           | 逃（第三季） （2008.05.13 - 2008.08.05） | 醫神（第三季） （2008.08.26 - 2009.02.03）                       |
| 醫神（第三季） （2008.08.26 - 2009.02.03）     | 逃（第四季） （2009.02.10 - 2009.07.07） | 逃：最後一越 （2009.07.14 - 2009.07.21）                         |
| 逃（第四季） （2009.02.10 - 2009.07.07）       | 逃：最後一越 （2009.07.14 - 2009.07.21） | 24（第七季） （2009.07.28 - 2010.01.05）                         |
| 星期一 22:40-23:35                             |                                          |                                                                  |
| 魔鬼神探（第一季） （2017.01.09 - 2017.04.10） | 逃（第五季） （2017.04.17 - 2017.06.12） | 新福爾摩斯（第四季） （21:35-23:30） （2017.06.19 - 2017.07.23） |